# Rdzeń reaktora jądrowego

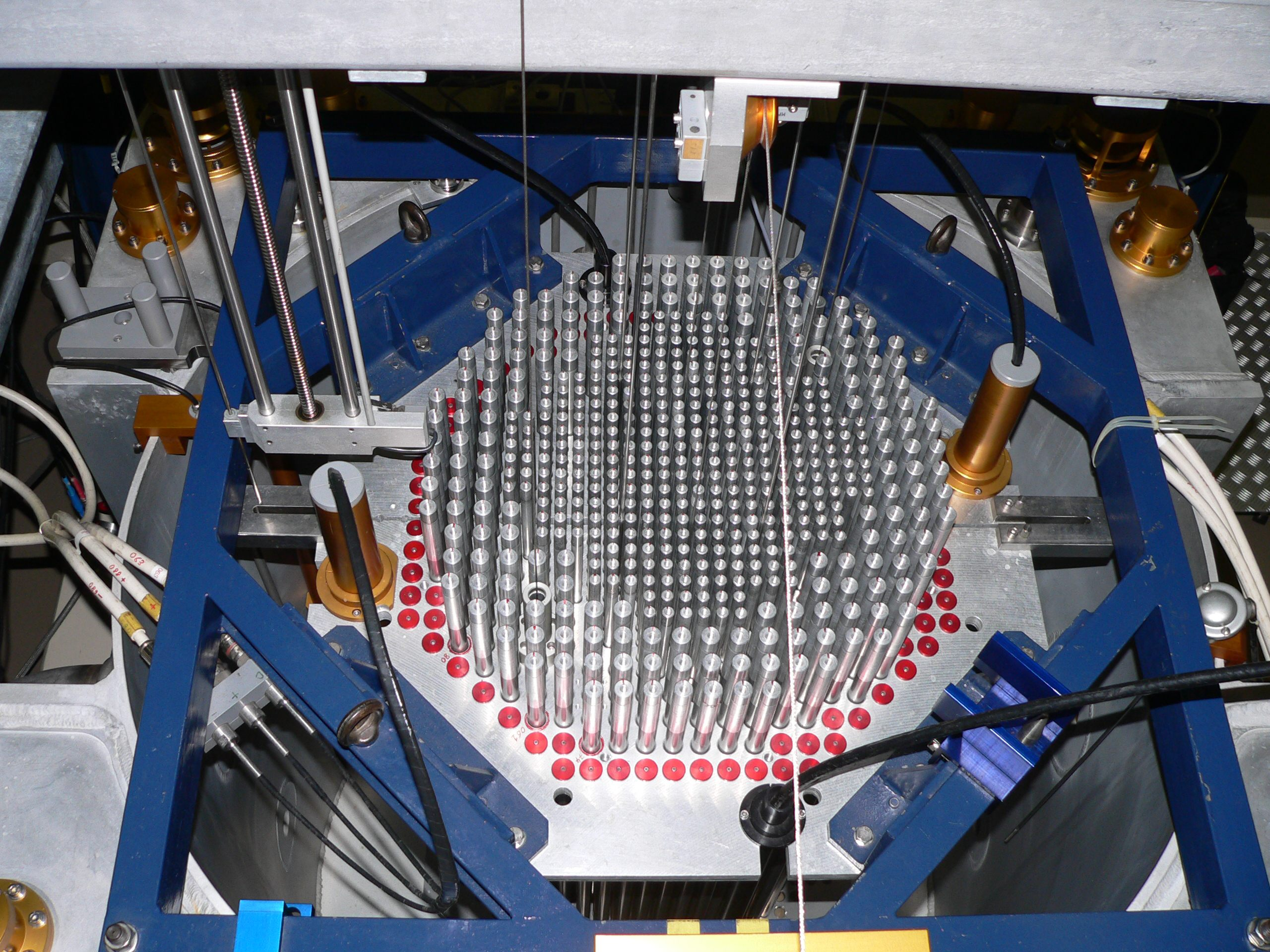
Rdzeń małego reaktora używanego do badań

Rdzeń reaktora jądrowego – zasadnicza część reaktora, w której następują przemiany jądrowe, będące źródłem energii w formie promieniowania oraz ciepła.
Rdzeń zawiera następujące elementy:
- paliwo jądrowe – związki izotopów rozszczepialnych (np. dwutlenek uranu) zamknięte w pojemnikach  (najczęściej postaci prętów paliwowych),
- pręty kontrolne – sterują szybkością wymuszonych reakcji jądrowych poprzez pochłanianie części neutronów,
- pręty awaryjne – niemal zatrzymują reakcje jądrowe poprzez silne pochłanianie neutronów,
- moderator – spowalniający neutrony,
- chłodziwo – odbierające produkowane wewnątrz rdzenia ciepło.

## Zasada pracy
W prętach paliwowych, w których znajduje się uran lub inny pierwiastek rozszczepialny zachodzą reakcje jądrowe:
- rozszczepienie spontaniczne jąder atomowych inicjujące reakcję rozszczepienia wymuszonego,
- rozszczepienie wymuszone jąder atomów pod wpływem neutronów,
- przekształcanie się fragmentów jąder powstałych w wyniku rozszczepienia na jądra atomowe w stanie podstawowym,
- rozpad promieniotwórczy powstałych nietrwałych jąder atomowych,
- emisja (głównie neutronów) wymuszona zderzeniami jąder atomowych z wysokoenergetycznymi produktami rozpadu,
- pochłanianie neutronów zarówno przez jądra paliwa, jak i powstałe w reakcji rozszczepienia jądra, w wyniku czego mogą powstawać jądra rozszczepialne,
- rozpad promieniotwórczy radionuklidów, będących kolejnymi produktami rozpadu uranu (zgodnie z szeregiem promieniotwórczym), w zasadzie do pominięcia,

Reakcje te powodują wydzielanie energii w formie promieniowania gamma oraz energii kinetycznej produktów rozpadu. Energie te przekształcają się w energię cieplną, której ilość może być oszacowana na podstawie deficytu masy.
W wyniku pojedynczego rozszczepienia atomu uranu powstają 2–3 wolne neutrony o dużej energii, w reaktorach opartych na neutronach termicznych neutrony te są spowalniane przez moderator. Neutrony te mogą inicjować kolejne rozszczepienia atomów pierwiastka rozszczepialnego, tworząc tym samym reakcję łańcuchową. Średnią ilość neutronów termicznych uzyskiwanych w wyniku procesów w reaktorze z jednego neutronu nazywa się współczynnikiem mnożenia reaktora. Współczynnik ten opisuje czy reakcja w rdzeniu narasta czy też wygasa.
Za pomocą prętów kontrolnych, zbudowanych z substancji pochłaniających neutrony (cyrkon, hafn) steruje się szybkością takiej reakcji, a więc pośrednio szybkością wydzielania się ciepła.
Chłodziwo, pełniące w niektórych konstrukcjach jednocześnie rolę moderatora odbiera wydzielające się ciepło bezpośrednio z rdzenia i umożliwia przekazanie na zewnątrz reaktora atomowego, które następnie wykonuje pracę użytkową (np. napęd turbiny elektrycznej).

## Bezpieczeństwo
W wyniku małego wzbogacenia uranu nie jest możliwa eksplozja jądrowa rdzenia czy samego reaktora w wyniku np. błędu obsługi, wady konstrukcyjnej czy sabotażu.
W przypadku jakiegokolwiek odstępstwa od nominalnej pracy reaktora, stosuje się do awaryjnego wyłączania reaktora pręty awaryjne. Pręty te wykonane są z materiałów silnie pochłaniających neutrony lub (w nowszych rozwiązaniach) z  materiałów słabiej pochłaniających neutrony, lecz rozmieszczonych w rdzeniu w zoptymalizowany sposób. Po wsunięciu (lub najczęściej zrzuceniu z elektromagnetycznych zaczepów) prętów awaryjnych do rdzenia reaktora, ustają w nim reakcje rozszczepień wymuszonych. Odrębną sprawę stanowi natomiast chłodzenie rdzenia reaktora. Awaryjne zatrzymanie reaktora nie powoduje natychmiastowego zaprzestania wydzielania ciepła. Zwykle po wyłączeniu moc reaktora spada po minucie do 7 procent, a po godzinie do 1 procenta. W związku z tym przez kilka/kilkanaście godzin po wyłączeniu musi być zapewniony obieg chłodziwa. Współczesne reaktory buduje się w taki sposób by nawet w przypadku poważnych awarii w systemie chłodzenia zapewniać oddawanie ciepła poprzez systemy pomocnicze lub tzw. pasywne systemy bezpieczeństwa. W tym ostatnim przypadku konstrukcja reaktora umożliwia samowychładzanie rdzenia bez zasilania elektrycznego systemu bezpieczeństwa.
W bombie atomowej moc niszcząca wynika z wydzielenia ogromnych ilości energii w bardzo krótkim czasie (poniżej 1 ms), co powoduje wzrost temperatury powietrza nawet do 100 milionów stopni Celsjusza, co wywołuje gwałtowny wzrost ciśnienia rozchodzący się jako fala uderzeniowa.
Wzrost temperatury rdzenia nie jest aż tak spektakularny – potencjalnie istnieje możliwość stopienia rdzenia i przetopienia się do warstw gruntowych w przypadku reaktorów starszej generacji. Do stopienia się reaktora doszło w historii cywilnej energetyki jądrowej w elektrowni Three Mile Island w 1979 (częściowe stopienie rdzenia), w 1986 w elektrowni w Czarnobylu (jednakże elementy roztopionego rdzenia nie przeniknęły do podłoża, nowsze konstrukcje reaktorów III generacji wykluczają taką możliwość) i w 2011 w elektrowni Fukushima 1 (stopienie rdzeni trzech reaktorów).